# Recht van opstrek

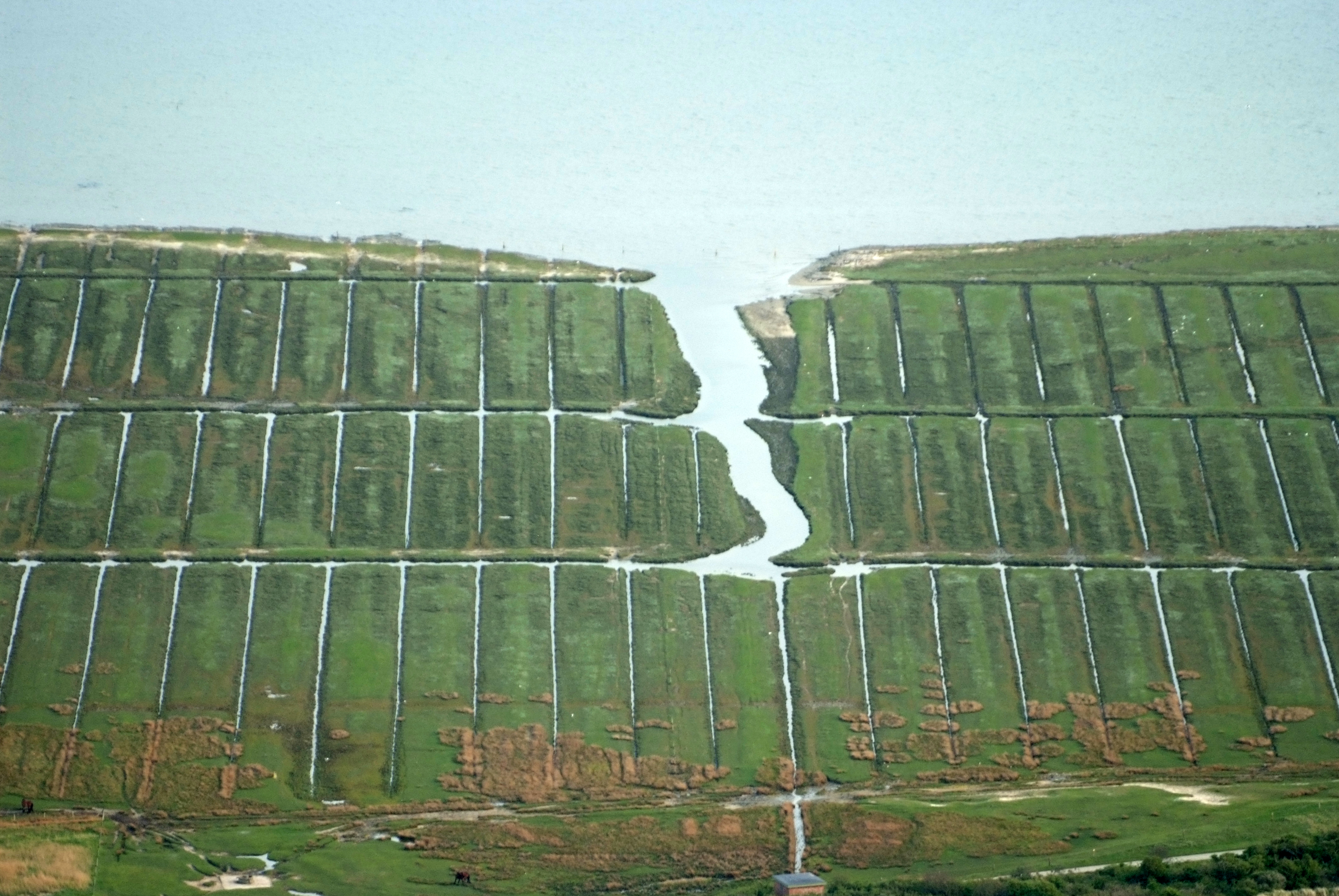
Ontginning van de Noordzee.

Het recht van opstrek is een recht dat aan landeigenaren werd gegeven om het verlengde van het ontgonnen perceel eveneens te ontginnen. Dit recht bij ontginningen kwam voor bij diverse landschapstypen waarvoor was besloten om bijvoorbeeld wateren, woeste gronden of kwelders te ontginnen. In het laatste geval spreekt men wel van het recht van aanwas. Het recht van opstrek is ontstaan uit het middeleeuwse wildernis- of grondregaal en is als zodanig nauw verwant met het strandrecht.
Het recht van opstrek leidde doorgaans tot het ontstaan van een slagen- of strokenlandschap. De nederzettingsvorm die zich daaruit ontwikkelde, was meestal het lint- of streekdorp, zodat men ook wel over een streekdorpenlandschap spreekt. De Duitse term is Aufstrecksiedlung.
Veelal kregen boeren bij ontginningen in de 11e eeuw het recht om gronden te ontginnen samen met het recht van opstrek. Deze ontginningen begonnen bij hoger liggende rivierduinen. Bij het recht van opstrek was de te vormen achtergrens van een te ontginnen perceel niet vooraf bepaald. Bij het ontginnen werd een achterkade aangelegd en werd het land ertussen drooggelegd. Daarna werd een nieuwe achterkade aangelegd en werd het verlengde van de percelen ontgonnen. Hierdoor werden de ontgonnen percelen steeds langer. Dit leidde soms tot percelen van enkele kilometers. Het recht van opstrek reikte tot het punt waar men bij de ontginning natuurlijke wateren of andere ontginningen tegenkwam.  
In de eeuwen die erop volgden, met name bij ontginningen in Holland en Utrecht waarbij niet meer vanaf hoger gelegen rivierduinen kon worden ontgonnen, werd er vooral met vooraf omschreven concessies of copes gewerkt, waarbij vooraf bepaalde maatvoeringen voor het te ontginnen perceel golden. Hierdoor werden percelen vaak niet groter dan 1250 meter met een tevoren vastgelegde achtergrens. Deze variant is ook in Duitsland wijd verbreid en staat bekend als Marschhufensiedlung
In Groningen (maar ook in Het Bildt) zorgde in de 17e en 18e eeuw het recht van opstrek, dat inmiddels in de wetgeving was verweven, dat bij nieuwe landaanwinningen woeste gronden die in het verlengde lagen van de agrarische percelen, toe kwamen aan de boer die het stuk land gebruikten. Dit recht gold ook buitendijks, waardoor ontgonnen kwelders aan de boer toe kwamen en er langgerekte percelen ontstonden. Wanneer de afstand tot de boerderij te groot werd, werd soms een nieuwe boerderij op de nieuwe gronden in het verlengde van de oude boerderij gebouwd. Zo ontstond bijvoorbeeld bij het dorp Usquert vanuit de boerderij Zuidpool de boerderij Noordpool en vanuit de boerderij Papekop de boerderij kleine Papekop.
Een hoeve die door het recht van opstrek is ontstaan, werd in Groningen een 'opstrekkende heerd'  genoemd, waarbij heerd verwijst naar het bijbehorende erf (heerdstee). 